# 祁建华
祁建华（1921年—2001年8月11日），河南平顶山郏县人，中华人民共和国教育家、学者。创造了“祁建华速成识字法”，1950年代广泛应用于中华人民共和国扫盲教育。被刘少奇誉为“当代仓颉”。

## 生平
毕业于中原军区军政大学，曾参加淮海战役和渡江战役。1949年加入中国共产党。1951年任第二野战军某军文化干事。
1949年始，祁建华开始研究速成识字的教学方法。他以汉语注音符号为“拐棍”，制定了一套速成识字方案。一个文盲在一週的时间里，可以学会1000多个常用汉字，并且能读报。这个识字教学方案被称为“祁建华速成识字法”。12月，解放军总政治部通告全军广泛推行“速成识字法”。西南军区政治部为其记特等功一次，并授予“模范文化教员”称号。1952年4月，政务院文化教育委员会举行表彰会，徐特立、叶圣陶等100多位教育界、文化界的专家学者应邀参加，郭沫若亲自为祁建华颁奖，并号召全国文化工作者向他学习。会后，祁建华与空军军人张积慧、作家高玉宝等10人被张文秋认为“义子”。1952年11月，中央人民政府委员会第十九次会议决定，设立中央人民政府掃除文盲工作委員會，祁建华任副主任，开展“扫盲运动”。20世纪50年代末，近三千万人因此脱离文盲状态。
1957年反右运动中被划为“右派”，被註銷户口、撤销职务，并被下放劳动。期间以《汉语拼音方案》为根据研究《拼音新案》。1967年，他首先把《拼音新案》教给自己的女儿，获得一定成功。祁建华希望将此法进行推广，但遭中国文字改革委员会拒绝。
1978年被平反，撤销了对他的原处分决定，军籍、党籍、职务相继恢复，又被增补为河南省政协常委。1983年离休。1996年，二野军大校史研究会主办的《革命熔炉》发表《扫盲新星惜早殒》，误报了祁建华的死讯。后祁建华通过这条线索与中断了近40年联络的原部队重新取得联系。1998年，邵华受祁建华义母张文秋之托，电请祁建华进京。2001年8月11日在其家乡河南省郏县医院逝世，终年80岁。

## 貢獻
先后創造編寫《速成識字法》、《速成珠算法》、《拼音新案》。

## 评价
毛泽东称他为“名副其实的识字专家”，刘少奇称他为“当代仓颉”，陆定一称他为“中国第二大圣人”。